# Shonen Ace
Gekkan Shonen Ace (яп. 月刊少年エース гэккан сё:нэн э:су) — японский манга-журнал, издаваемый ежемесячно компанией Kadokawa Shoten. Журнал выходит с 1994 г., в нём печатается сёнэн-манга.

## Манга, издаваемая в Shonen Ace
- Нисиваки Датто
  - Fate/stay night
- Clamp
  - Angelic Layer
- Масару Гоцубо
  - Samurai Champloo
- Юдзи Явахара
  - Chikyu Misaki
  - Koudelka
- Юити Хасэгава
  - Mobile Suit Crossbone Gundam (сюжет — Ёсиюки Томино)
- Кайсяку
  - Kannazuki no Miko
  - Steel Angel Kurumi
- Марио Канэда
  - Girls Bravo
  - Saving Life
- Аки Кацу
  - Vision of Escaflowne (версия для мальчиков, версия для девушек выходит в Asuka Fantasy DX)
- Дзинсэй Катаока и Кадзума Кондо
  - Eureka Seven
  - Deadman Wonderland
- Масами Курумада
  - B'tX
- Томохиро Марукава
  - Narue no Sekai
- Харухико Микимото
  - Macross 7 Trash
- Сюю Минадзуки
  - Sora no Otoshimono
- Масато Нацумото
  - Record of Lodoss War: Chronicles of the Heroic Knight (сюжет — Рё Мидзуно)
- Кэндзи Оива
  - Welcome to the NHK! (сюжет — Тацухико Такимото)
- Камуи Фудзивара
  - Kerberos Panzer Cop (сюжет — Мамору Осии)
- Ёсиюки Садамото
  - Neon Genesis Evangelion
- Тацуя Сингёдзи
  - King of Fighters '94
- Кумико Суэканэ
  - Blood+
- Юкиру Сугисаки
  - Brain Powerd (сюжет — Ёсиюки Томино)
- Сё Тадзима
  - MPD Psycho (сюжет — Эйдзи Оцука)
- Кицунэ Тэннодзи
  - Eden's Bowy
- Ясунари Тода
  - Mobile Suit Gundam Seed Astray R (сценарий — Томохиро Тиба)
  - S-cry-ED
- Минэ Ёсидзаки
  - Sgt. Frog
- Ёсики Такая
  - Guyver
- Сосукэ Кайсэ
  - Grenadier
- Сэйдзюро Мидз
  - Mushi-Uta
- Кагами Ёсимидзу
  - Lucky Star
- Кумити Ёсидзуки
  - Maho Tsukai ni Taisetsu na Koto: Natsu no Sora (сюжет — Нориэ Ямада)
- Хадзимэ Сэгава
  - Ga-rei
- Сакаэ Эсуно
  - Mirai Nikki
- Рюсукэ Хамамото
  - Petit Eva (сюжет — Gainax & Studio Khara)
- Кэйити Арави
  - Nichijou
- Хонобу Ёнэдзава
  - Hyouka
- Томихико Морими и Раммару Котонэ
  - Yoru wa Mijikashi Arukeyo Otome